# Schottegat
Schottegat est le port naturel de Willemstad, la capitale de Curaçao, dans les Petites Antilles.
Schottegat comprend aujourd'hui :
- Isla, une péninsule avec les raffineries de PDVSA (compagnie pétrolière nationale vénézuélienne).
- Le Fort Nassau et une forteresse de 1797.
- La base navale de Parera.